# Secans de Belianes-Preixana
Secans de Belianes-Preixana este o arie protejată (arie de protecție specială avifaunistică — SPA) din Spania întinsă pe o suprafață de 6.505,61 ha, integral pe uscat.

## Localizare
Centrul sitului Secans de Belianes-Preixana este situat la coordonatele 41°35′34″N 1°00′46″E / 41.5928°N 1.0128°E.

## Înființare
Situl Secans de Belianes-Preixana a fost declarat arie de protecție specială avifaunistică în septembrie 2006 pentru a proteja 45 de specii de animale.

## Biodiversitate
Situată în ecoregiunea mediteraneană, aria protejată conține 6 habitate naturale: Pseudostepă cu ierburi și specii anuale de Thero-Brachypodietea, Tufărișuri halo-nitrofile (Pegano-Salsoletea), Galerii de Salix alba și de Populus alba, Păduri de Quercus ilex și Quercus rotundifolia, Păduri de pin mediteraneene cu pini mezogeni endemici, Tufărișuri termo-mediteraneene și de pre-deșert.
La baza desemnării sitului se află mai multe specii protejate de  păsări (45): uliu porumbar (Accipiter gentilis gentilis), lăcar mare (Acrocephalus arundinaceus), rață mare (Anas platyrhynchos), fâsă-de-câmp (Anthus campestris), Aquila fasciata, pasărea ogorului (Burhinus oedicnemus), șorecarul comun (Buteo buteo), ciocârlie-cu-degete-scurte (Calandrella brachydactyla), caprimulg (Caprimulgus europaeus), Caprimulgus ruficollis,  prundaș gulerat mic (Charadrius dubius), barză albă (Ciconia ciconia), șerpar (Circaetus gallicus), erete de stuf (Circus aeruginosus), erete vânăt (Circus cyaneus), erete cenușiu (Circus pygargus), porumbel de scorbură (Columba oenas), porumbel gulerat (Columba palumbus), dumbrăveancă (Coracias garrulus), prepeliță (Coturnix coturnix), șoim de iarnă (Falco columbarius), Falco naumanni, vânturel roșu (Falco tinnunculus), lișiță (Fulica atra), ciocârlan (Galerida cristata), Galerida theklae, becațină comună (Gallinago gallinago), găinușă de baltă (Gallinula chloropus), Lanius meridionalis, ciocârlie de pădure (Lullula arborea), ciocârlie de bărăgan (Melanocorypha calandra), prigoare (Merops apiaster), gaia neagră (Milvus migrans), gaia roșie (Milvus milvus), pietrar mediteranean (Oenanthe hispanica), Phalacrocorax carbo sinensis, ploier auriu (Pluvialis apricaria), Pyrrhocorax pyrrhocorax, pițigoi-pungar (Remiz pendulinus), turturică (Streptopelia turtur), silvie roșcată (Sylvia cantillans), spârcaci (Tetrax tetrax), fluierarul de zăvoi (Tringa ochropus), pupăză (Upupa epops), nagâț (Vanellus vanellus).